# کلید (فیلم ۱۹۹۱)
کلید (انگلیسی: Switch) فیلمی در ژانر کمدی رمانتیک به کارگردانی بلیک ادواردز است که در سال ۱۹۹۱ منتشر شد.

## بازیگران
- الن بارکین
- بروس پین
- جیمی اسمیتس
- جوبت ویلیامز
- لورین براکو
- تونی رابرتس
- پری کینگ
- کاترین کینر
- جیمز هارپر
- جیم جی بولاک
- لایست آنتونی
- تیا لئونی
- ایوت فریمن